# Celebrity Undercover Boss
Celebrity Undercover Boss , también conocido como Undercover Boss: Celebrity Edition es una serie de telerrealidad estadounidense y un derivado de la serie de televisión Undercover Boss. La serie se estrenó el 11 de mayo de 2018.

## Producción
Durante la octava temporada de Undercover Boss en CBS se emitieron dos episodios de celebridades de la serie, que también sirvieron como piloto para la edición de celebridades. En la serie se espera que varias celebridades se encubran en sus campos de interés para encontrar gente talentosa desprevenida. El primer video promocional también se lanzó el 26 de abril de 2018. Similar a la serie principal, Celebrity Undercover Boss será producida por Studio Lambert en asociación con All3Media America, con Stephen Lambert,Sean Foley y Greg Goldman se desempeñan como productores ejecutivos de la serie.

## Episodios

### Pilotos (2017)
Los números de los episodios de la siguiente tabla se refieren a los números respectivos de la serie principal.
| No. en general | No. en temporada | Título                                         | Jefe              | Fecha de emisión original | Espectadores estadounidenses (m.) |
| -------------- | ---------------- | ---------------------------------------------- | ----------------- | ------------------------- | --------------------------------- |
| 110            | 9                | "Celebrity Undercover Boss: Darius Rucker"     | Darius Rucker     | 12 de mayo de 2017        | 5.47                              |
|                |                  |                                                |                   |                           |                                   |
| 111            | 10               | "Celebrity Undercover Boss: Marcus Samuelsson" | Marcus Samuelsson | 19 de mayo de 2017        | 5.00                              |
|                |                  |                                                |                   |                           |                                   |

### Temporada 1 (2018)
Tras el anuncio de la serie, CBS anunció las primeras cuatro celebridades de la temporada. Se anunciaron celebridades adicionales en una fecha posterior.
| No. | Título              | Fecha de emisión original | Espectadores estadounidenses (m.) |
| --- | ------------------- | ------------------------- | --------------------------------- |
| 1   | "Gabby Douglas"     | 11 de mayo de 2018        | 5.03                              |
|     |                     |                           |                                   |
| 2   | "Idina Menzel"      | 18 de mayo de 2018        | 4.60                              |
|     |                     |                           |                                   |
| 3   | "Bethany Mota"      | 25 de mayo de 2018        | 3.36                              |
|     |                     |                           |                                   |
| 4   | "Deion Sanders"     | 1 de junio de 2018        | 4.82                              |
|     |                     |                           |                                   |
| 5   | "Jewel Kilcher"     | 8 de junio de 2018        | 4.44                              |
|     |                     |                           |                                   |
| 6   | "Stephanie McMahon" | 15 de junio de 2018       | 4.09                              |
|     |                     |                           |                                   |
| 7   | "Ashley Graham"     | 22 de junio de 2018       | 4.10                              |
|     |                     |                           |                                   |